# Бернар Верлак
Берна́р Верла́к (фр. Bernard Verlhac; 21 серпня 1957, Париж — 7 січня 2015, там само) — французький карикатурист. Співробітник паризького сатиричного журналу «Charlie Hebdo».

## Біографія
Бернар Верлак вивчав дизайн в паризькій школі на вулиці Мадам, потім вчився в художній школі Булль (Boulle). Почав свою кар'єру на початку 1980-их років, коли з'явилися його перші карикатури в жирналах «L'Idiot international» та «La Grosse Bertha».
Відомий під псевдонімом «Тінюс» (фр. Tignous). Водночас з роботою для «Charlie Hebdo» був художником новинного журналу «Marianne» і щомісячного видання «Fluide Glacial».

## Загибель
Убитий в результаті стрілянини в паризькій штаб-квартирі Charlie Hebdo 7 січня 2015 року.

## Твори
- 1991: «On s'est énerve pour un rien», видання La découverte
- 1999: «Tas de riches», видання Denoël
- 2006: «Le Sport dans le sang», видання Emma Flore
- 2008: «c'est la faute à la société», видання 12 bis
- 2008: «Le Procès Colonna», видання 12 bis
- 2010: «Pandas dans la brumes», видання Glénat
- 2010: «Le Fric c'est capital», видання 12 bis
- 2011: «Cinq ans sous Sarkozy», видання 12 bis

## Інші роботи
- Січень 1984: Ілюстрації для ігрового журналу Jeux et Stratégie[fr]
- Січень 1985: Ілюстрації для рольової гри Rêve de Dragon[fr]
- 2002: Ілюстрації «Corvée de bois», видання Liber Niger
- 2002: ілюстрації «Lettres d'insulte», видання Le Cherche-midi
- 2006: Спільна колекція «Mozart qu'on assassine»